# 中華馬蜂
中華馬蜂（学名：Polistes chinensis）是分佈於日本和中國等亞洲地區的一種胡蜂。
中華馬蜂是掠食者，會捕食毛毛蟲為主的無脊椎動物。
中華馬蜂曾在1979年入侵於紐西蘭，甚至以當地的原生物種作為食物來源。